# 林万青
林万青（？—1857年），又名林俊，福建省永春直隶州霞陵（今福建省泉州市永春县五里街镇埔头村）人。清朝咸丰年间福建农民民變领袖，先后自称“钦命统兵大元帅”和“英烈王三千岁”。
林万青本是戏曲武生和红钱会首领。清咸丰三年（1853年）四月，他率领数千人在永春金峰山起义，先后攻克德化、永春、永安、大田、尤溪、沙县、仙游等7州县，围攻延平、兴化、泉州3府城及南安、惠安2县。与当时黄德美发动的闽南小刀会起义、林恭发动的台湾天地会起义，遥相呼应，同用天德年号。1855年，林俊接受太平天国的封职。1857年，被团练武装杀害。太平天国天王洪秀全闻林俊噩耗，追赠林俊为“烈王”、“三千岁”。